# Puente Mocha (Valdemaqueda)
El puente Mocha, también llamado de los Cinco Ojos, se halla en el término municipal de Valdemaqueda, en la parte occidental de la Comunidad de Madrid (España). Cruza el río Cofio, uno de los principales afluentes del río Alberche, que, a su vez, tributa en el río Tajo.

## Historia

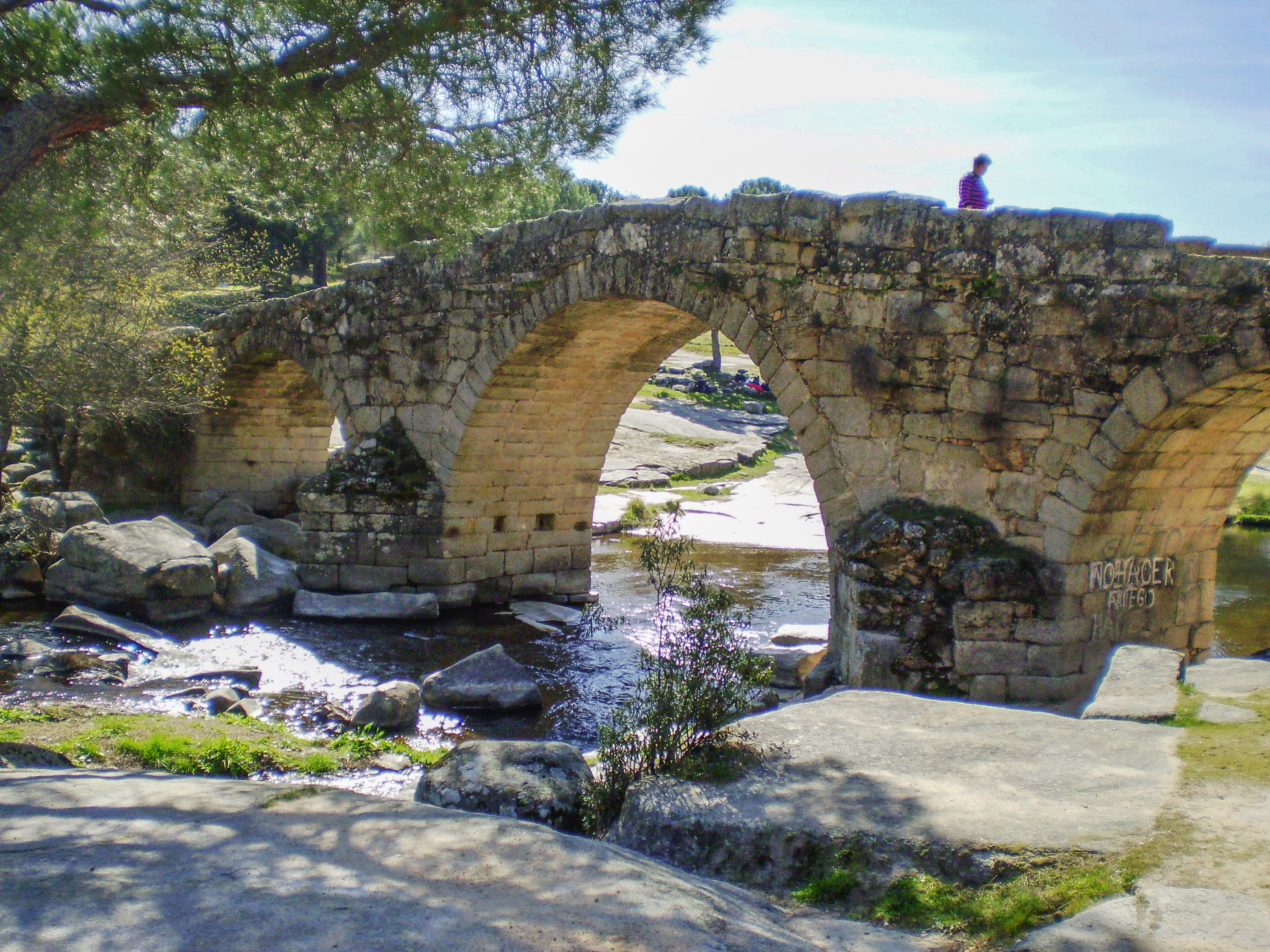
Cara oriental del puente, en la que se pueden apreciar los tajamares construidos para hacer frente a las crecidas del río, en los pilares centrales.

No hay consenso a la hora de datar la construcción de este puente. Aunque la tradición le atribuye un origen romano (de hecho es popularmente conocido como puente romano), lo más probable es que se trate de una obra bajomedieval o prerrenacentista. 
Otras teorías apuntan a que fue erigido en el siglo XVI, en el contexto de las infraestructuras realizadas en el entorno del monasterio de El Escorial. Su función podría haber sido facilitar el transporte de madera hacia este conjunto monacal y palaciego. 
Sin embargo, el puente presenta un trazado inconfundiblemente medieval, lo que podría indicar que fue levantado mucho antes, tal vez durante el proceso de repoblación cristiana, que tuvo lugar tras la Reconquista. 
Posiblemente, la primitiva estructura fue aprovechada para emprender obras de consolidación y remodelación, que permitieran el citado uso vinculado al monasterio escurialense.
En el verano de 2013 finalizó su restauración integral por la Comunidad de Madrid.

## Descripción

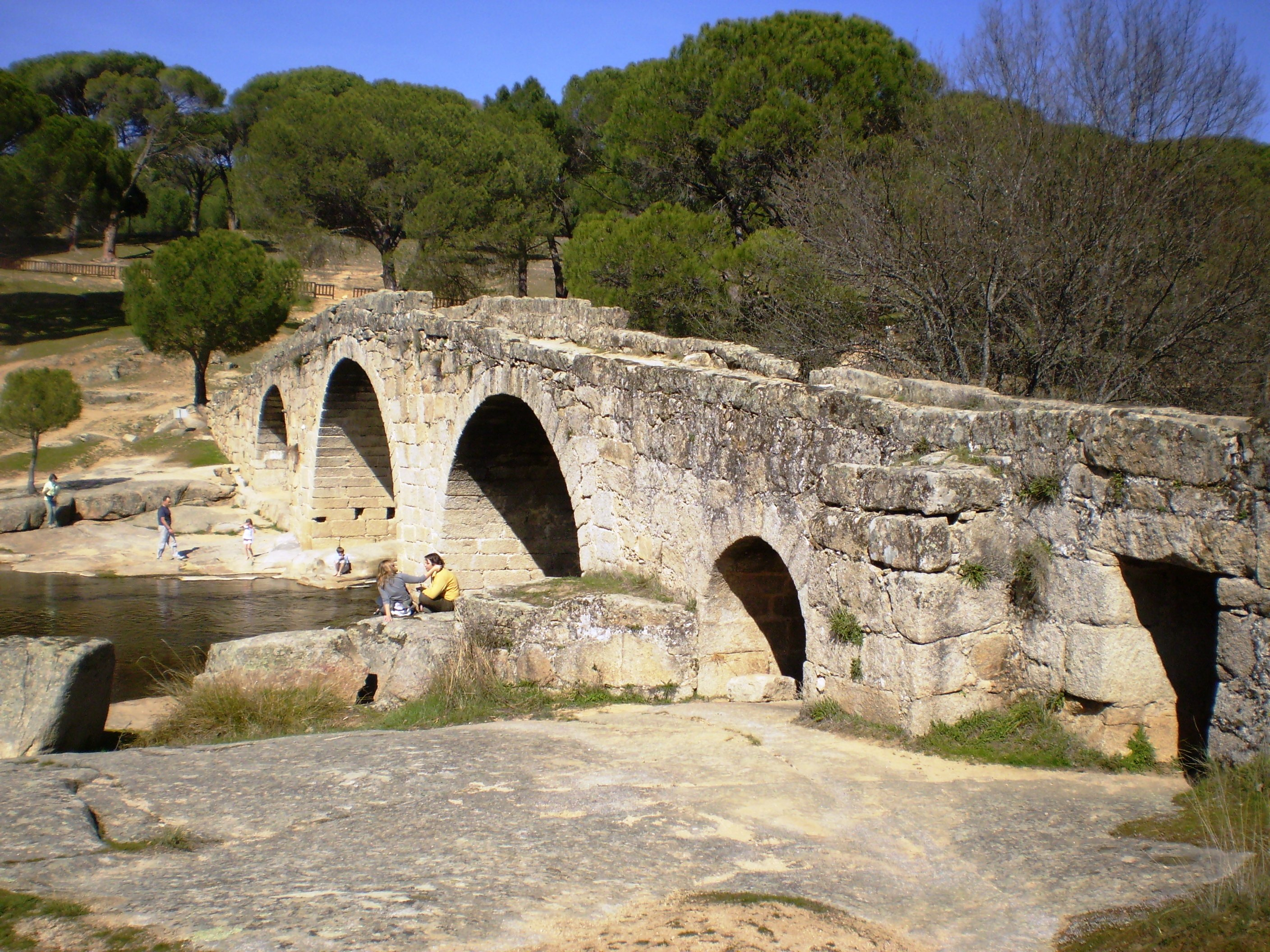
Cara occidental del puente.

El puente Mocha se encuentra a unos 3 km del casco urbano de Valdemaqueda. Aunque es conocido como Puente de los Cinco Ojos, realmente está formado por cuatro bóvedas a medio punto y dos vanos de losas planas a ambos lados, de sillería de granito. 
Aguas arriba, hacia el este, el puente presenta tajamares triangulares en los tres pilares centrales, rematados con sombreretes piramidales, levantados para hacer frente a las crecidas del río. El tajamar extremo izquierdo sube hasta el perfil.
Las bóvedas se diponen en degradación, configurándose un perfil angular o en forma de lomo de asno, muy característico de las construcciones medievales. 
El puente combina grandes sillares en su parte baja y mampostería en la alta. Su tablero, realizado con enlanchado, tiene una longitud aproximada de 40 m. Está construido enteramente en piedra de granito.